# Маргарете фон Нюрнберг
Маргарете фон Нюрнберг също Маргарете фон Хоенцолерн (на немски: Margarethe von Nürnberg, Margarethe von Hohenzollern; * ок. 1333; † 19 март 1377, вер. в Мюнхен) от род Хоенцолерн, е бургграфиня на Нюрнберг и чрез женитба от 1359 до 1375 г. херцогиня на Бавария.

## Биография
Дъщеря е на бургграф Йохан II фон Нюрнберг († 1357) и съпругата му графиня Елизабет фон Хенеберг († 1377), дъщеря на княз Бертхолд VII фон Хенеберг († 1340) и съпругата му Аделхайд фон Хесен (1268 – 1315). Сестра е на Фридрих V (1333 – 1398), бургграф на Нюрнберг.
Маргарете фон Нюрнберг се омъжва на 14 февруари 1359 г. в Ландсхут за херцог Стефан II Баварски (* 1319; † 1375), вторият син на император Лудвиг IV Баварски († 1347) и първата му съпруга Беатрикс от Силезия-Глогау († 1322). Тя е втората му съпруга. Те нямат деца.
Маргарете фон Нюрнберг умира на 19 март 1377 г. вероятно на 44 години и вероятно в Мюнхен. Погребана е в църквата Unsere Liebe Frau, днес „Фрауенкирхе“ в Мюнхен.